# Federico Barocci
Federico Barocci, vlastním jménem Federico Fiori, známý jako Baroccio, Barozzi, Fiori da Urbino (asi 1533 Urbino, Itálie – 30. září 1612, UrbinoItálie) byl italský malíř, figuralista. Maloval především oltářní obrazy, méně portréty a vzácně mytologické výjevy. Dochovalo se několik jeho kreseb a mědirytin. Jeho styl leží na pomezí manýristického a barokního umění, k němuž se váže jeho přezdívka Il Baroccio.

## Život
Narodil se v rodině lokálního sochaře, řezače gem a reliéfů Ambrogia Barocciho, od kterého dostal své první umělecké (především kreslířské) vzdělání. Mezi jeho předky patřil benátský sochař a rytec Battista Franco Veneziano.  
Ve 40. letech doprovázel svého strýce Bartolommea Gengu do Pesara, kde se seznámil s vévodou Francescem Mariou II. della Rovere, který se stal jeho podporovatelem.
Roku 1548 pravděpodobně odcestoval do Říma, kde se věnoval zejména kopírování Raffaelových děl (se kterými se seznámil už v Urbinu – Raffael byl urbinský rodák). Pracoval tam v předním ateliéru tehdejší doby, u manýristických malířů Taddea a Federica Zuccariových. Jeho dílo ovlivnil Tizian, a díla již zemřelých malířů Melozza da Forlì a Battisty Franca.
V 50. letech navštívil další italská města – Parmu, Benátky, Florencii a Bolognu. Slávu si však získal až po návratu do rodného Urbina, kde ho inspirovala díla Antonia da Correggia, jehož se stal vynikajícím následovníkem. Na přímluvu urbinského vévody Francesca Marii II. della Rovere dostal již zhruba ve 25 letech nabídku na výzdobu jeho vévodského paláce a pro dóm v Urbinu vytvořil  v letech 1557-1558 oltářní obraz Umučení svatého Šebestiána.
V roce 1560 se opět vydal do Říma, tentokrát už jako poměrně známý malíř, a tam dostal spolu se svým učitelem Federicem Zuccarim nabídku vyzdobit malbami některé místnosti vatikánského Belvederu, ale tuto práci nedokončil z důvodu pokusu o otrávení jedem přidaným do salátu. V důsledku toho s u něj rozvinulo onemocnění trávicího traktu, ze kterého se do konce života plně nevyléčil.

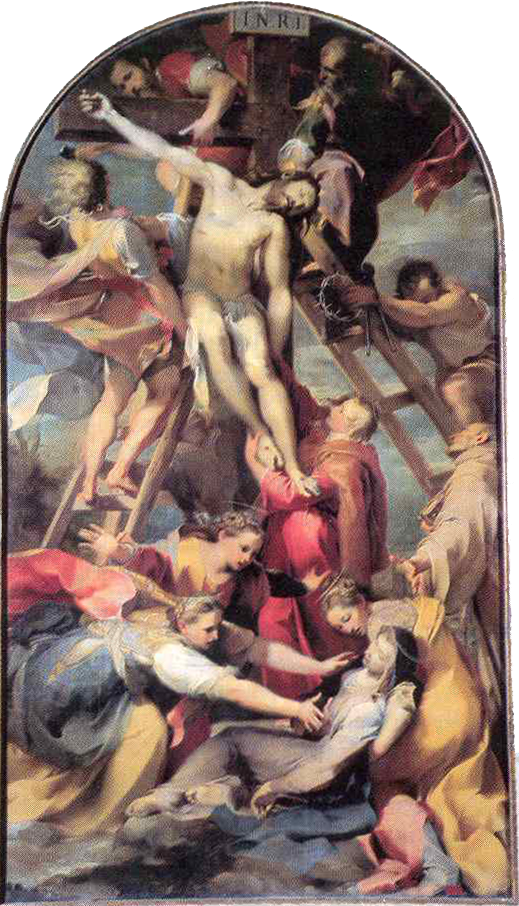
Snímání Krista z kříže (1567), dóm v Perugii

Roku 1565 se vrátil do Říma. Jeho dlouhou a plodnou kariéru formovalo niterné náboženské cítění a přijetí protireformace. V roce 1566 vstoupil jako laik do řádu kapucínů. Možná byl ovlivněn vzorem svatého Filipa Neri, jehož oratoriáni se snažili znovu propojit duchovní sféru se světskými životy. Neri, který poněkud trpěl hromaděním bohatství svého kostela Santa Maria in Vallicella, objednal u Barocciho dva velkoformátové oltářní obrazy: Navštívení Panny Marie a Alžběty (1583–6) a Uvedení Panny Marie do chrámu (1593–94). Tvrdilo se, že Neri byl vzájemným pozdravem Panny Marie a Alžběty na obraze vzrušen až k extázi.
V Urbinu namaloval Snímání z kříže pro katedrálu San Lorenzo v Perugii. Znovu navštívil Řím během pontifikátu papeže Řehoře XIII., kdy namaloval dva obrazy pro Chiesa Nuova a dva pro Santa Maria sopra Minerva.
V roce 1567-69 namaloval oltářní obraz Snímání z kříže do katedrály v Perugii a kostela v Urbinu. Dostal pozvání na dvůr florentského velkovévody, dvůr císaře Rudolfa II. a španělského krále Filipa II., ale ani jedno z nich nepřijal a místo toho zůstal až do smrti ve svém rodišti, kde neměl nouzi o zakázky.
Barocciho díla se dosud nacházejí v různých italských kostelech, ale taky v různých muzeích v Bruselu, Londýně, Madridu, Štrasburku, Drážďanech, Mnichově, Petrohradě, Turíně a v mnoha zámořských sbírkách. 
V České republice je Barocci téměř neznámým autorem. Volnou kopii jeho obrazu Navštívení Panny Marie namaloval Jan Jiří Hering pro katedrálu sv. Víta, Václava a Vojtěcha v Praze.

## Dílo

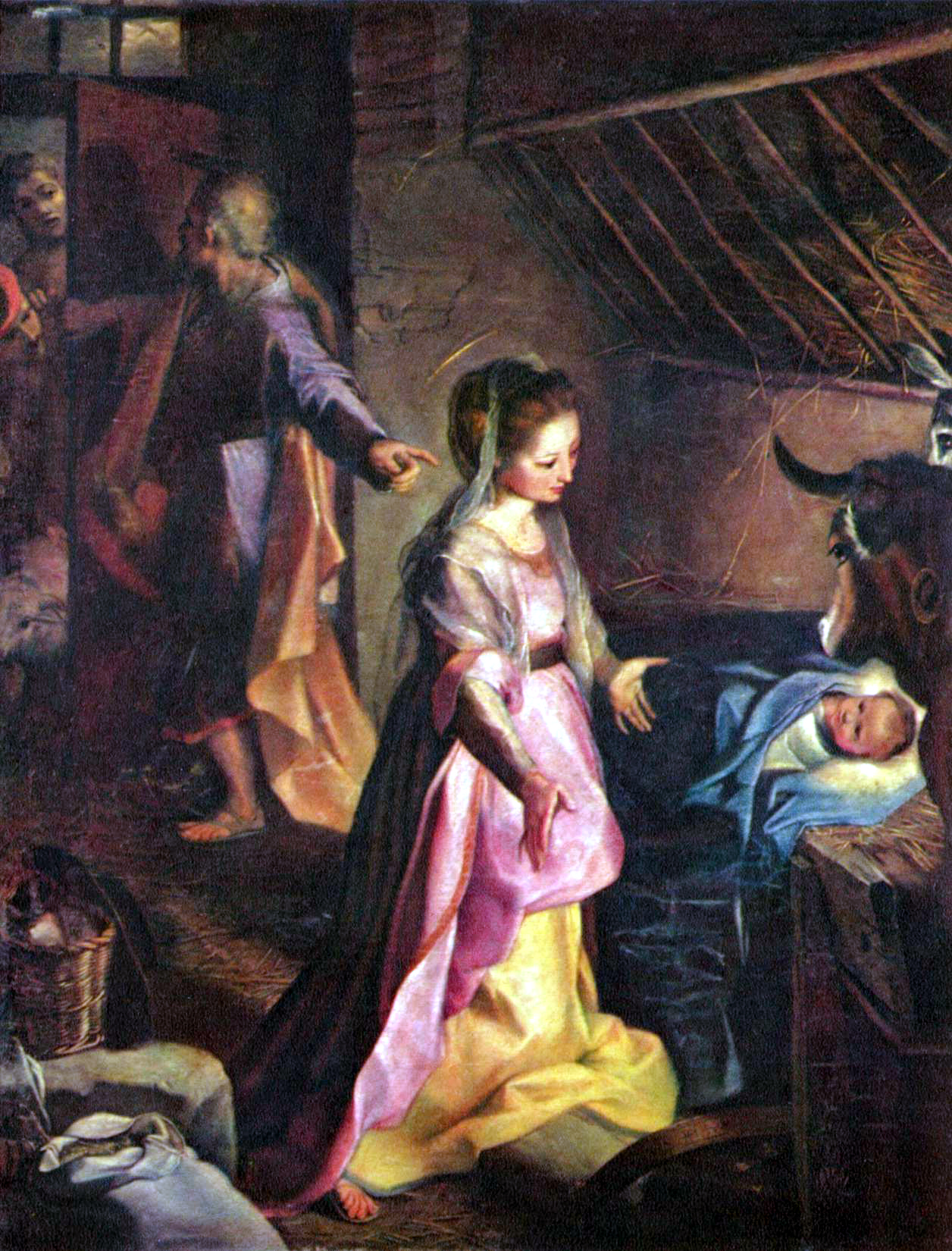
Narození Páně, 1597

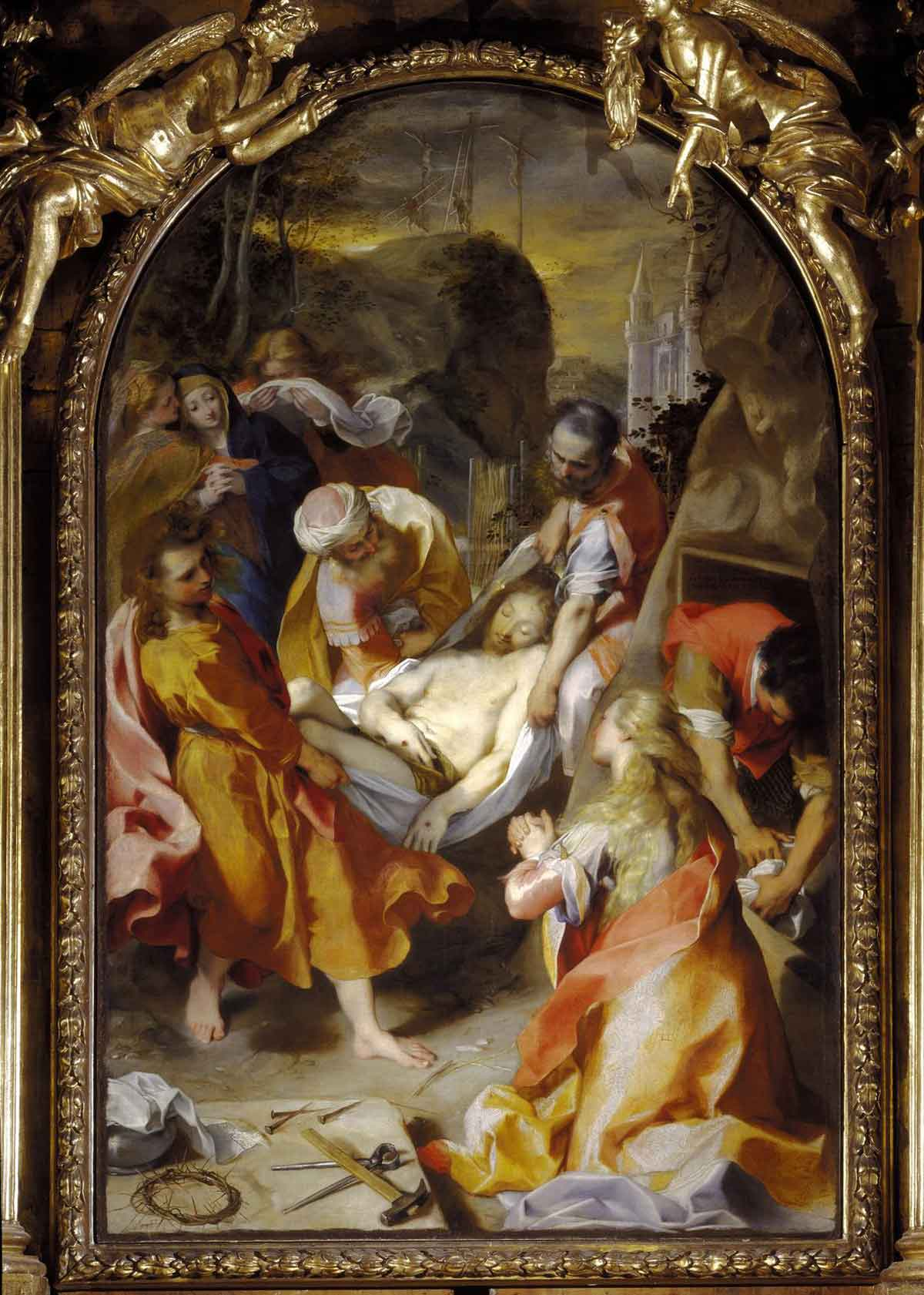
Ukládání do hrobu, 1579-82, Senigallia, kostel sv. Kříže

- Portrét mladého rytíře  – 1550, Štrasburk, Musée des Beaux-Arts
- Umučení svatého Šebestiána – 1557-58, dóm v Urbinu
- Snímání z kříže – 1568-69, Perugia, katedrála sv. Vavřince, volně podle italského malíře Daniela da Volterra (1545)
- Odpočinek svaté rodiny na útěku do Egypta – 1570-73, Vatikán, Pinacoteca Vaticana
- Vévoda Francesco Maria della Rovere – po 1572, Florencie, Ufizzi
- Madonna del Popolo – 1579
- Ukládání do hrobu – 1579-82, Senigallia, kostel sv. Kříže
- Zvěstování – 1572-74, Vatikán, Pinacoteca Vaticana
- Umučení sv. Vitalise – 1583, Milán, Pinacoteca di Brera
- Navštívení Panny Marie u Alžběty – 1583-86, Řím, kostel Santa Maria in Vallicella; roku 1620 volně zkopíroval Jan Jiří Hering
- Obřízka Páně – 1590, Paříž Louvre
- Narození Páně – 1597, dnes Madrid, Museo del Prado
- Aeneas odnáší otce z hořící Troji – 1597, Řím, Galleria Borghese
- Svatý František při modlitbě – asi 1604-05, dnes New York, Metropolitní muzeum umění
- Eucharistie apoštolů – 1607, Řím, kostel Santa Maria sopra Minerva